# 四国山霊場
四国山霊場（しこくやまれいじょう）は、愛媛県八幡浜市にある霊場。
八幡浜地四国霊場。通称はお四国さん、お四国山。
五反田川沿いの愛染堂を起点とし、山の頂上にある建徳寺を経て西側の萬松寺にいたる3kmほどの参道に、四国八十八箇所由来の祠や石像が置かれている。

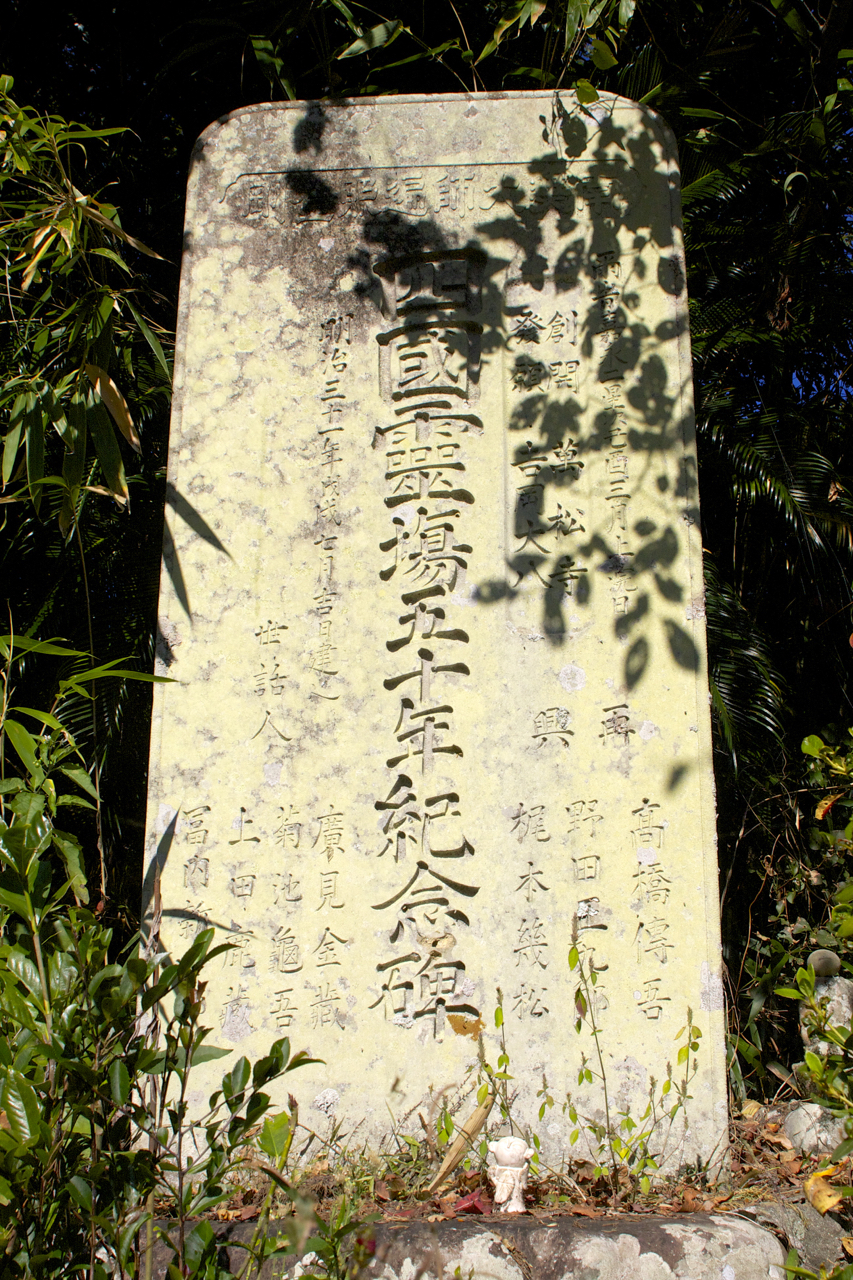
頂上付近にある記念碑

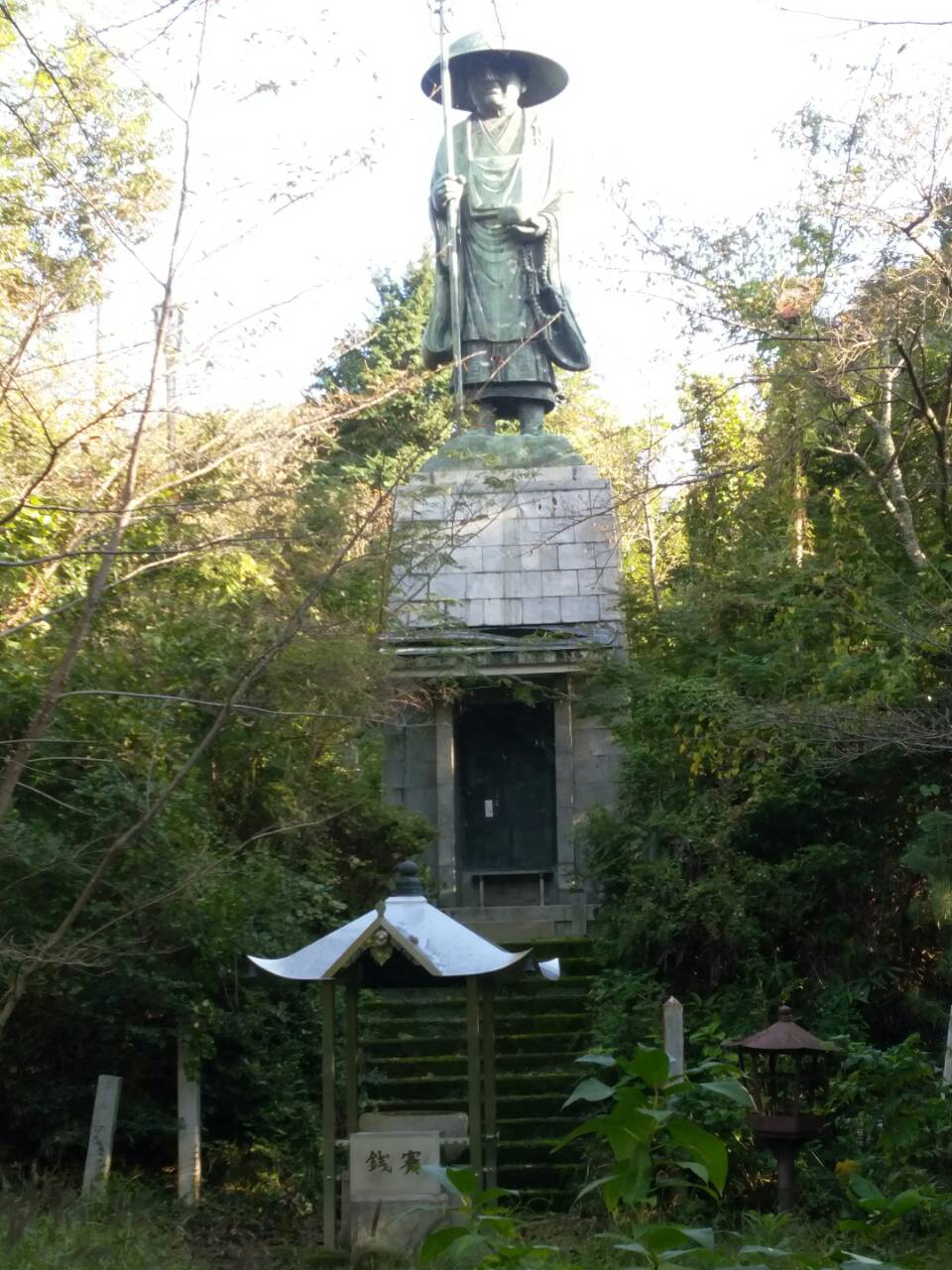
頂上の弘法大師像

## 概要
1849年（寛永2年）ころ、信者らによって興された。建立の計画は吉岡屋大八によるとされる。
藩による禁止時期があったが、幕末の1863年ころには完成したとみられる。
八幡浜市付近には四国八十八箇所にあたる寺院がなく、簡易的な巡礼の場として信仰されている。
頂上付近には、仁和寺末寺四国山建徳寺があり、また、1951年（昭和26年）に発足した奉賛会が建立した弘法大師像があり、シンボルとなっている。